# Por vos muero
Albums de Miguel Bosé
Sereno
(2001) Velvetina
(2005)
Por vos muero est le titre d'un album produit en 2004 par Miguel Bosé.

## Liste des chansons
1. A una dama
2. Olvídame tú
3. Levántate y olvida
4. Amiga (gracias por venir)
5. El ilusionista
6. Vagabundo
7. Amiga
8. De momento no
9. Por vos muero
10. Habana